# Buiro

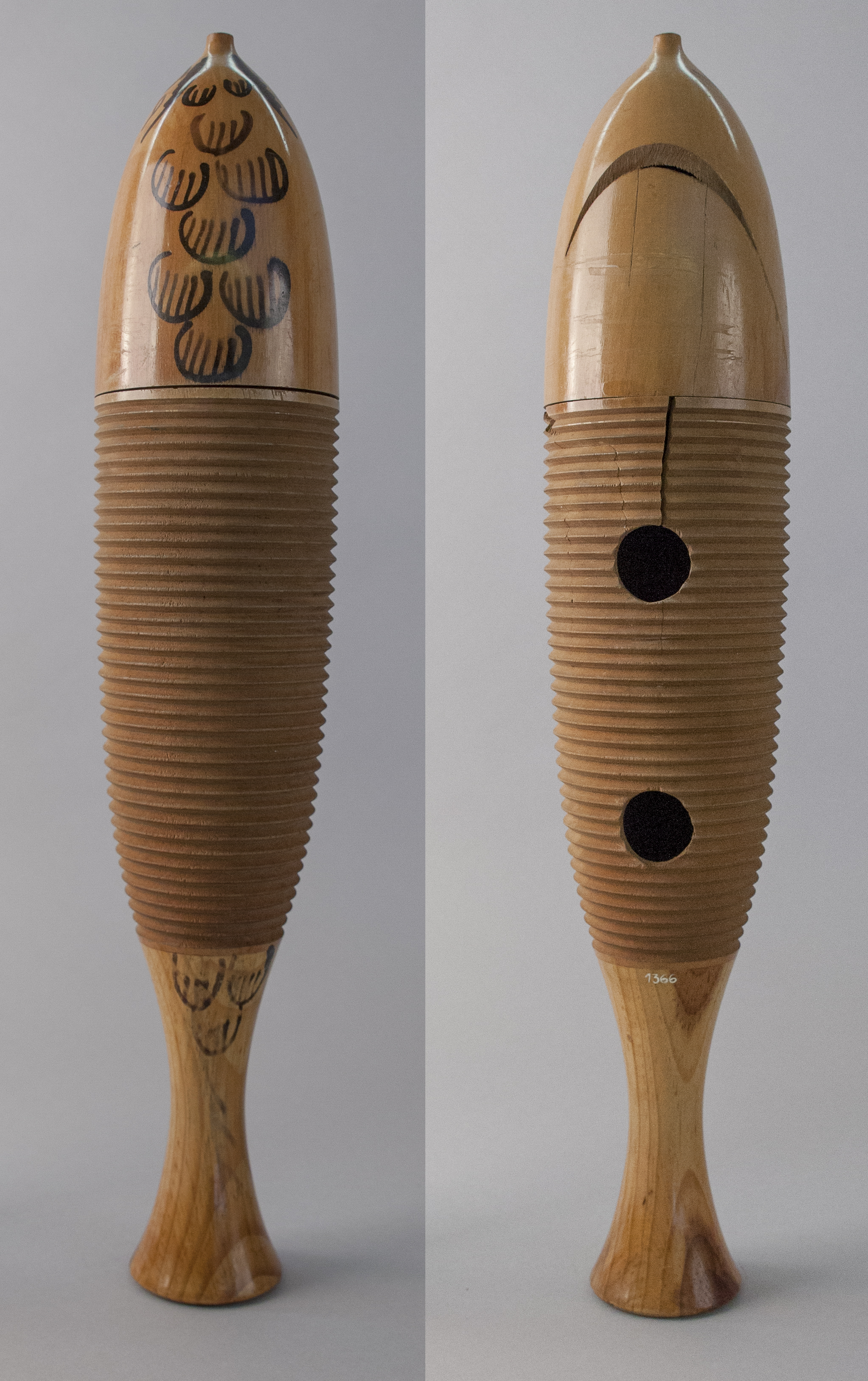
Güiro (o buiro en català), primera meitat, MDMB 1366, fons del Museu de la Música de Barcelona

El buiro és un instrument musical que estava fet amb una carbassa vinera –d'ací que hom el conegui també amb el nom de carbassola–, més o menys en forma de pera, amb uns quants secs o talls a la part superior, damunt dels quals hom fregava una vareta de ferro, per tal d'obtenir el so. A fi de no apagar l'instrument amb les mans, perquè no se'n mitigués o se'n perdés el so, el sonador el sostenia amb un dit, que col·locava en un forat, fet expressament, per evitar d'aquesta manera haver d'abraçar l'instrument.
Aquest instrument era molt emprat per les colles caramellaires del Maresme a la darreria del segle xix, les quals eren proveïdes per un camperol de Badalona, molt destre en la tasca d'inclinar carbasses. En feia de tota mena, amb formes d'animals o de vaixell, enflocades i guarnides de cintes de colors, que resultaven molt pintoresques i feien molt bonic de veure.